# Route nationale 40
La route nationale 40 (RN 40 o N 40) è stata una strada nazionale che partiva da Le Havre e terminava a Bray-Dunes. Non esiste più dopo i declassamenti e le altre modifiche degli anni settanta.

## Percorso
La città di partenza, Le Havre, era un tempo anche il punto d’arrivo della N15. La N40 viaggiava lungo la costa del canale della Manica, toccando le principali località affacciate sul mare, come Étretat e Fécamp (fino a dove oggi è conosciuta come D940). In seguito essa possedeva un lungo tratto in comune con la N25 (ora D925), insieme alla quale raggiungeva Saint-Valery-en-Caux, Dieppe ed Eu.
Ad Eu si staccava dalla N25: infatti attualmente è denominata nuovamente D940. Seguendo ancora la costa, aggirava l’estuario della Somme per poi dirigersi a nord, toccando così Berck, Étaples e Boulogne-sur-Mer (qui vi era un breve tratto condiviso con la N1). Continuando ancora lungo la costa arrivava a Calais, dove la stessa N1 terminava. Dopo gli anni settanta, invece, alla N1 venne assegnata la parte finale della N40, che dopo Calais serviva Gravelines e Dunkerque prima di concludersi a Bray-Dunes al confine con il Belgio, nel quale veniva continuata dalla route nationale 39.
Tre strade nazionali collegavano la N40 alla N1 a sud di Boulogne: la RN 40A, la RN 40B e la RN 40C.